# فرایدبرگ اشتیریا
فرایدبرگ اشتیریا (به آلمانی: Friedberg) یک شهر در اتریش است که در هارتبرگ فورستنفلد واقع شده‌است. فرایدبرگ اشتیریا ۲۵٫۸۷ کیلومتر مربع مساحت دارد ۶۰۰ متر بالاتر از سطح دریا واقع شده‌است.

## خواهرخوانده
شهر فریدبرگ، بایرن خواهرخواندهٔ فرایدبرگ اشتیریا هست.